# Robinson (Illinois)
Robinson – miasto w Stanach Zjednoczonych, w stanie Illinois, siedziba administracyjna hrabstwa Crawford.

## Znane osoby
Z Robinson pochodzi Calli Cox, amerykańska aktorka filmów porno.